# Étiolles
Étiolles – miejscowość i gmina we Francji, w regionie Île-de-France, w departamencie Essonne. Przez miejscowość przepływa Sekwana. 
Według danych na rok 1990 gminę zamieszkiwało 2107 osób, a gęstość zaludnienia wynosiła 181 osób/km² (wśród 1287 gmin regionu Île-de-France Étiolles plasuje się na 475. miejscu pod względem liczby ludności, natomiast pod względem powierzchni na miejscu 295.).